# Hayn (Harz)
Hayn era un comune tedesco di 584 abitanti, situato nel land della Sassonia-Anhalt. Dal 1º gennaio 2010 costituisce una frazione del nuovo comune di Südharz.